# Rafael Atché i Ferré
Rafael Atché i Ferré (originalment Rafael Atxer) (Barcelona, 28 de juliol de 1851 – 10 de juliol de 1923) fou un escultor català que era actiu al pas del segle xix al xx. És autor de l'escultura que corona el monument a Cristòfor Colom de Barcelona així com d'un gran nombre d'obres de caràcter monumental, malgrat que també cultivà la temàtica religiosa i l'escultura funerària.

## Biografia
Fill de Gaietà Atxer Domingo de Barcelona i Rafaela Fané (o Farré) Seguí de Ciutadella, Menorca casats a Barcelona el 27 de març de 1843. Realitzà els seus estudis artístics a l'Escola de la Llotja de Barcelona, llavors situada a Pla de Palau. Continuà la seva formació en el taller dels germans Agapit i Venanci Vallmitjana de qui heretà l'estil Naturalista que el caracteritza. Tal com diu Judit Subirachs, Rafael Atché, de la mateixa manera que altres autors deixebles dels Vallmitjana com Manuel Fuxà, Lluís Puiggener, Josep Reynés o Eduard B. Alentorn, va seguir fidelment el seu programa estilístic però sense aconseguir ampliar-lo o superar-lo. Va participar en diverses de les Exposicions Nacionals celebrades com ara les de 1882 i 1884.
Juntament amb l'escultor Josep Carcassó i Font, company seu de l'Escola de Llotja, muntà un taller en el qual hi produïren gran nombre d'obres de temàtica religiosa entre les quals destaquen Sant Agustí i Sant Feliu que daten de 1872. Moltes d'aquestes peces eren encàrrecs d'un contractista gallec establert a Buenos Aires el qual tan sols policromava les talles que Atché realitzava a Barcelona.
Va realitzar un bon nombre d'obres de caràcter monumental d'entre les quals destaca l'escultura de Cristòfol Colom que corona el Monument barceloní. També és autor d'un gran nombre de monuments així com d'escultures realitzades per a ser integrades en l'arquitectura. Bon exemple d'aquesta darrera tipologia són el Sant Francesc d'Assís i el Sant Sebastià que confeccionà per a la façana de la Catedral de Barcelona l'any 1890 o bé la decoració del rellotge i els busts del P. Canyelles i de Carbonell per a la façana de la Reial Acadèmia de Ciències de Barcelona sense oblidar els grius que va modelar per a la Cascada Monumental del Parc de la Ciutadella. Però on realment es pot veure el seu talent és sens dubte en els petits projectes en fang, de factura ràpida i nerviosa, que servien de model previ per a les seves obres. Són obres plenes de moviment i força que el revelen com un gran escultor que caldria estudiar profundament.

## Col·laboració en el Monument a Colom
El Monument a Cristòfol Colom, situat a la confluència del passeig de Colom i la Rambla de Santa Mònica, és segurament l'obra més coneguda de la producció d'aquest escultor. El monument va ser construït paral·lelament a les obres de millora del litoral barceloní. Va ser inaugurat el dia 1 de juny de 1888, coincidint amb la celebració de l'Exposició Universal, i esdevenint des del primer moment una icona de la ciutat.
El projecte del monument es deu a l'enginyer Gaietà Buïgas i Monravà i consisteix en una gran columna de ferro, fosa pel taller dels Germans Comas, coronada per una escultura obra d'Atché representant a Cristòfol Colom de set metres d'alçada. La resta de decoració escultòrica és deguda a diversos escultors catalans contemporanis entre els quals destaquen Josep Carcassó, amic personal d'Atché, Francesc Pagès i Serratosa, Josep Gamot, Manuel Fuxà, Eduard Batista Alentorn, Agapit Vallmitjana i Abarca i Pere Carbonell i Huguet. A tots aquests cal afegir la col·laboració de Josep Llimona i Antoni Vilanova qui realitzaren un total de vuit relleus escultòrics que desapareixeran poc després. Aquestes obres foren substituïdes l'any 1929 per obres de Carbonell, Fuxà i Torres.
L'assignació de les obres es va decidir a través d'un concurs els membres del jurat del qual eren Joan Roig i Solé, Lluís Puiggener, Ròmul Moragas i Droz, Francesc Miquel i Badia i Carles Pirozzini. Hi van participar quaranta-cinc escultors malgrat la baixa compensació econòmica que s'oferia. L'obra de Rafael Atché, corresponent a l'esbós número 16 dels presentats i sota el lema Por Castilla y por León va ser escollida per tal de ser traslladada en pedra i situar-se a la base del monument. En canvi no li va ser adjudicada la realització de l'escultura dedicada a Colom que havia de coronar el monument declarant-se el premi desert.
Per aquesta raó, el dia 14 de juny de 1883, es va convocar un nou concurs per tal d'adjudicar les obres de Catalunya, Castella, els grups de Ferrer de Blanes i de Lluís de Santàngel així com l'estàtua de Colom, per a les quals encara no s'havia escollit l'autor. El jurat estava format pels mateixos integrants que formaren el jurat de la primera convocatòria però amb la substitució de Roig per Josep Reynés després de la dimissió del primer amb motiu de la participació del seu nebot en el concurs. Tot i així, malgrat es decidí l'autoria de bona part dels conjunts escultòrics, tampoc en aquella ocasió es va adjudicar l'escultura de Colom. No va ser fins al dia 20 de gener de 1886 que es decideix qui realitzaria les obres restants. El jurat atorgà l'execució de Colom a Rafael Atché.
Així doncs, Rafael Atché esdevé l'encarregat de realitzar una de les escultures en pedra del basament i l'obra que corona el monument, en bronze. La primera fou tallada en pedra de Monòvar i es tracta d'una al·legoria de León representada amb una figura femenina, coronada i armada amb una espasa. Cal esmentar que aquesta escultura, com la resta que conformen el monument, malgrat la seva qualitat tècnica no té trets estilístics propis. Aquest fet va portar a Feliu Elias a considerar que “és d'admirar la unitat d'estil i l'harmonia que tots saberen aconseguir, fins al punt que, a simple vista, tot sembla obra d'una sola mà”. Més tard, seguint aquesta mateixa línia, Francesc Fontbona, afegí sobre aquest monument: “té el defecte de ser l'obra conjunta d'uns tècnics molt competents, però mancants en absolut de personalitat pròpia i així qualsevol de les estàtues que la integren podria ser atribuïda, de no saber-ne l'autor, a qualsevol dels escultors que participaren en l'obra.”

## Escultura funerària
Un dels vessants més rellevants de l'obra de Rafael Atché, deixant de banda l'obra monumental, és segurament l'escultura destinada l'embelliment de mausoleus i cementiris. La seva producció dins d'aquest gènere es caracteritza pel seu lirisme i el seu caràcter poètic. És en aquestes obres on veiem una certa aproximació al Modernisme i a l'escultura funerària que s'acabaria imposant anys més tard. Aquesta evolució es veu més clarament en les seves darreres obres. Un dels exemples més clars és el panteó de Jaume Puncernau i Pintó on veiem una clara influència de l'escultor Josep Llimona. Es poden veure obres seves als cementiris del Poblenou i Montjuïc de Barcelona així com als d'altres poblacions com Vilafranca del Penedès.
| Any       | Nom                                                       | Municipi  | Situació               | Foto                              |
| --------- | --------------------------------------------------------- | --------- | ---------------------- | --------------------------------- |
| 1878      | Panteó propietat de la família de farmacèutics Formiguera | Barcelona | Cementiri del Poblenou |                                   |
| 1884      | Panteó de la família Ferrer Gandía                        | Barcelona | Cementiri de Montjuïc  |                                   |
| 1888      | Panteó Buxeda                                             | Barcelona | Cementiri de Montjuïc  | Panteó Buxeda                     |
| 1892      | Panteó Frederic Carreras de Campa                         | Barcelona | Cementiri de Montjuïc  | Panteó Frederic Carreras de Campa |
| 1900      | Panteó Família de Vicenç Gassol                           | Barcelona | Cementiri de Montjuïc  |                                   |
| 1901      | Panteó Pascual Madoz                                      | Barcelona | Cementiri de Montjuïc  | Panteó Pascual Madoz              |
| 1904      | Panteó Anselm Coma                                        | Barcelona | Cementiri de Montjuïc  | Panteó Anselm Coma                |
| 1906      | Panteó de la família Torres Boada                         | Barcelona | Cementiri de Montjuïc  |                                   |
| 1907      | Panteó Família Coromina                                   | Barcelona | Cementiri de Montjuïc  | Panteó Família Coromina           |
| 1918-1919 | Panteó Jaume Puncernau i Pintó                            | Barcelona | Cementiri de Montjuïc  | Panteó Jaume Puncernau i Pintó    |
|           | Panteó de la família Sensat-Pagès                         | El Masnou | Cementiri del Masnou   |                                   |

## Obres destacades
| Any  | Nom                                | Municipi              | Situació                                     | Foto                       |
| ---- | ---------------------------------- | --------------------- | -------------------------------------------- | -------------------------- |
| 1877 | Bust del rei Alfons XII d'Espanya  | Barcelona             | Palau Reial de Pedralbes                     | Bust del rei Alfons XII    |
| 1878 | Calvari                            |                       |                                              |                            |
| 1880 | Estàtua de Pau Claris              | Barcelona             | Passeig de Lluís Companys                    | Estàtua de Pau Claris      |
| 1881 | Retrat de Rubinstein               |                       |                                              |                            |
| 1882 | Immaculada                         | Portbou               | Església de Santa Maria                      |                            |
| 1882 | Mare de Déu del Carme              | Cerdanyola del Vallès | Església de Sant Martí                       |                            |
| 1882 | El geni ferit                      |                       |                                              |                            |
| 1883 | La mort de Medea                   |                       |                                              | La mort de Medea           |
| 1883 | Odalisca                           |                       |                                              |                            |
| 1884 | El mal lladre                      |                       |                                              | El mal lladre              |
| 1888 | Griu                               | Barcelona             | Cascada monumental del Parc de la Ciutadella | Griu                       |
| 1888 | Monument a Colom                   | Barcelona             | Portal de la Pau                             | Monument a Colom           |
| 1888 | León                               | Barcelona             | Monument a Colom. Portal de la Pau           | León                       |
| 1890 | Lleó alat                          |                       |                                              |                            |
| 1891 | Bust de Jaume I                    |                       |                                              |                            |
| 1892 | Ecce Homo                          |                       |                                              | Ecce Homo                  |
| 1892 | Mort del Rei Joan II               |                       |                                              |                            |
| 1894 | L'Enterrament de Judes             |                       |                                              | L'Enterrament de Judes     |
| 1894 | Verge de la Soledat                |                       |                                              | Verge de la Soledat        |
| 1895 | Fulles caigudes de l'arbre         |                       |                                              | Fulles caigudes de l'arbre |
| 1896 | Retrat de Francesc Vidal i Solares |                       |                                              |                            |
| 1896 | Cant Rus                           |                       |                                              | Cant Rus                   |
| 1896 | Sixtino Kneipp                     |                       |                                              |                            |
| 1897 | ¡Sols!                             |                       |                                              | ¡Sols!                     |
| 1901 | Orfes                              |                       |                                              |                            |

## Presència a les Exposicions Nacionals
- 1882 - El geni ferit, escultura en terracota.
- 1883 - La mort de Medea
- 1884 - El mal lladre
- 1891 - Bust de Jaume I
- 1894 - L'enterrament de Judes
- 1897 - ¡Sols! (Premiada amb medalla de tercera classe)
- 1901 – Orfes (Consideració de segona medalla)